# Komisja Cyfryzacji, Innowacyjności i Nowoczesnych Technologii

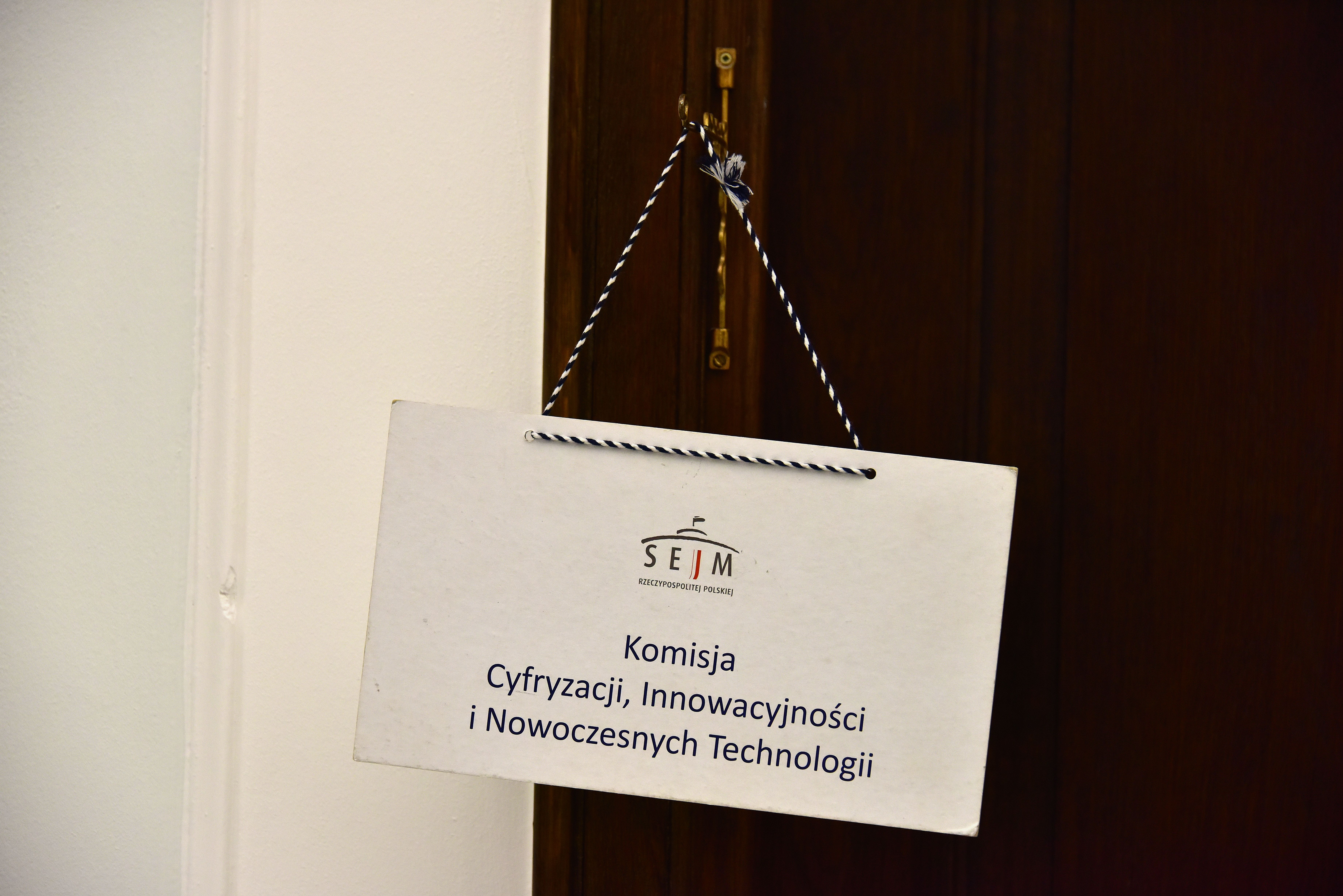
Informacja o trwającym posiedzeniu Komisji Cyfryzacji Innowacyjności i Nowoczesnych Technologii

Komisja Cyfryzacji, Innowacyjności i Nowoczesnych Technologii (CNT) – stała komisja sejmowa, zajmująca się sprawami łączności radiowej i telefonicznej, sieci komputerowych, telekomunikacji, innowacyjności, informatyzacji oraz rozwoju społeczeństwa informacyjnego. Pierwsza komisja zajmująca się tymi zagadnieniami została powołana do życia w trakcie VI kadencji Sejmu, 29 października 2010. CNT jest zaliczana do komisji małych. 

## Sejm X kadencji

### Prezydium[4]
- Bartłomiej Pejo (Konfederacja) – przewodniczący
- Janusz Cieszyński (PiS) – zastępca przewodniczącego
- Artur Gierada (KO) – zastępca przewodniczącego
- Grzegorz Napieralski (KO) – zastępca przewodniczącego

### Podkomisje
- Podkomisja stała do spraw sztucznej inteligencji i przejrzystości algorytmów (CNT01S)[5]
  - przewodniczący – Grzegorz Napieralski (KO)
- Podkomisja nadzwyczajna do rozpatrzenia rządowych projektów ustaw: Prawo komunikacji elektronicznej (druk nr 423) oraz Przepisy wprowadzające ustawę - Prawo komunikacji elektronicznej (CNT01N)[6]
  - przewodniczący – Grzegorz Napieralski (KO)

## Sejm IX kadencji

### Prezydium[7]
- Jan Grabiec (KO) – przewodniczący
- Jarosław Gonciarz (PiS) – zastępca przewodniczącego
- Witold Czarnecki (PiS) – zastępca przewodniczącego
- Marcin Kierwiński (KO) – zastępca przewodniczącego

## Sejm VIII kadencji

### Prezydium[8]
- Paweł Pudłowski (PO-KO) − przewodniczący
- Paweł Arndt (PO-KO) − zastępca przewodniczącego
- Barbara Bubula (PiS) − zastępca przewodniczącego
- Witold Czarnecki (PiS) − zastępca przewodniczącego